# Andrzej Pasiorowski
Andrzej Mieczysław Pasiorowski (Rawa Mazowiecka, 4 maggio 1946) è un ex cestista polacco.

## Carriera
Con la Polonia ha disputato due edizioni dei Giochi olimpici (Città del Messico 1968, Monaco 1972) e i Campionati europei del 1973.

## Palmarès
- Campionato polacco: 2

AZS Varsavia: 1966-67
Resovia Rzeszów: 1974-75
- Coppa di Polonia: 2

AZS Varsavia: 1971
Resovia Rzeszów: 1974